# Temporada da ProB de 2019-20
A Temporada da ProB de 2019–20 foi a 13.ª edição da competição de terciária do basquetebol masculino da Alemanha segundo sua piramide estrutural. É organizada pela 2.Bundesliga GmbH sob as normas da FIBA e é dividida em ProB Sul e ProB Norte.
Em virtude da Pandemia de COVID-19 a temporada 2019-20 foi interrompida sem uma conclusão.

## Clubes Participantes
| ProB                       | ProB              | ProB                      | ProB        |
| Grupo Norte                | Grupo Norte       | Grupo Sul                 | Grupo Sul   |
| Clube                      | Localização       | Clube                     | Localização |
| -------------------------- | ----------------- | ------------------------- | ----------- |
| ART Giants Düsseldorf      | Düsseldorf        | Basketball Löwen          | Erfurt      |
| Baskets Akademie Weser     | Oldemburgo        | Baunach Young Pikes       | Baunach     |
| BSW Sixers                 | Anhalt-Bitterfeld | BBC Coburg                | Coburgo     |
| Dresden Titans             | Dresda            | Depant Gieẞen 46ers II    | Gieẞen      |
| EN Baskets Schwelm         | Schwelm           | Ebbecke White Wings Hanau | Hanau       |
| Iserlohn Kangaroos         | Iserlohn          | FC Bayern München II      | Munique     |
| Itzehoe Eagles             | Itzehoe           | Fraport Skyliners Junior  | Francoforte |
| Lok Bernau                 | Bernau bei Berlin | BIS Baskets Speyer        | Speyer      |
| RSV Eintracht Stahnsdorf   | Stahndorf         | Orange Academy            | Ulm         |
| SC Rist Wedel              | Wedel             | Scanplus Baskets          | Elchingen   |
| VfL SparkassenStars Bochum | Bochum            | TG s.Oliver Würzburg      | Wurtzburgo  |
| WWU Baskets Münster        | Münster           | TSV Oberhaching           | Oberhaching |

## Formato
A competição é disputada por 24 equipes divididas em dois torneios distintos de temporada regular, Sul e Norte, onde as equipes se enfrentam com jogos sendo mandante e visitante, determinando ao término desta as colocações do primeiro ao último colocados. Prevê-se a promoção à 2.Bundesliga ProA aos dois finalistas dos playoffs.

## Temporada Regular

### Tabela de Classificação

#### Norte
| Pos. | Clube                      | J  | V  | D  | Pts. | PF   | PC    | Dif. | Classificação |
| ---- | -------------------------- | -- | -- | -- | ---- | ---- | ----- | ---- | ------------- |
| 1    | Itzehoe Eagles             | 21 | 15 | 6  | 30   | 1720 | 1.602 | 118  | Playoffs      |
| 2    | WWU Baskets Münster        | 21 | 14 | 7  | 28   | 1652 | 1.563 | 89   | Playoffs      |
| 3    | EN Baskets Schwelm         | 21 | 14 | 7  | 28   | 1733 | 1688  | 45   | Playoffs      |
| 4    | BSW Sixers                 | 20 | 11 | 9  | 22   | 1644 | 1579  | 65   | Playoffs      |
| 5    | Lok Bernau                 | 21 | 11 | 10 | 22   | 1643 | 1605  | 38   | Playoffs      |
| 6    | Dresden Titans             | 21 | 11 | 10 | 22   | 1700 | 1655  | 45   | Playoffs      |
| 7    | VfL SparkassenStars Bochum | 21 | 11 | 10 | 22   | 1666 | 1705  | -39  | Playoffs      |
| 8    | SC Rist Wedel              | 20 | 10 | 10 | 20   | 1515 | 1522  | -7   | Playoffs      |
| 9    | Baskets Juniors Oldenburg  | 21 | 10 | 11 | 20   | 1663 | 1677  | -14  |               |
| 10   | Iserlohn Kangaroos         | 20 | 6  | 14 | 12   | 1568 | 1631  | -63  |               |
| 11   | ART Giants Düsseldorf      | 21 | 6  | 15 | 12   | 1651 | 1.779 | -128 |               |
| 12   | TKS 49ers                  | 20 | 5  | 15 | 10   | 1502 | 1651  | -149 |               |

#### Sul
| Pos. | Clube                          | J  | V  | D  | Pts. | PF   | PC   | Dif. | Classificação |
| ---- | ------------------------------ | -- | -- | -- | ---- | ---- | ---- | ---- | ------------- |
| 1    | Scanplus Baskets               | 20 | 18 | 2  | 36   | 1680 | 1430 | 250  | Playoffs      |
| 2    | TG s.Oliver Würzburg           | 20 | 15 | 5  | 30   | 1823 | 1619 | 204  | Playoffs      |
| 3    | Baunach Young Pikes            | 21 | 12 | 9  | 24   | 1618 | 1638 | -20  | Playoffs      |
| 4    | Depant Gieẞen 46ers II         | 20 | 11 | 9  | 22   | 1673 | 1614 | 59   | Playoffs      |
| 5    | Ebbecke White Wings Hanau      | 20 | 11 | 9  | 22   | 1563 | 1543 | 20   | Playoffs      |
| 6    | BBC Coburg                     | 21 | 11 | 10 | 22   | 1671 | 1690 | -19  | Playoffs      |
| 7    | MORGENSTERN BIS Baskets Speyer | 21 | 10 | 11 | 20   | 1713 | 1744 | -31  | Playoffs      |
| 8    | FC Bayern München II           | 21 | 9  | 12 | 18   | 1578 | 1569 | 9    | Playoffs      |
| 9    | Fraport Skyliners Junior       | 21 | 9  | 12 | 18   | 1646 | 1745 | -99  |               |
| 10   | Orange Academy                 | 20 | 8  | 12 | 16   | 1474 | 1530 | -56  |               |
| 11   | TSV Oberhaching                | 21 | 6  | 15 | 12   | 1631 | 1800 | -169 |               |
| 12   | Basketball Löwen               | 20 | 3  | 17 | 6    | 1545 | 1693 | -148 |               |

## Playoffs
|  | Oitavas de final           | Oitavas de final |  |  | Quartas de final | Quartas de final |  |  | Semifinais | Semifinais |  |  | Final | Final |
|  |                            |                  |  |  |                  |                  |  |  |            |            |  |  |       |       |
|  | Itzehoe Eagles             |                  |  |  |                  |                  |  |  |            |            |  |  |       |       |
|  | FC Bayern München II       |                  |  |  |                  |                  |  |  |            |            |  |  |       |       |
|  |                            |                  |  |  |                  |                  |  |  |            |            |  |  |       |       |
|  |                            |                  |  |  |                  |                  |  |  |            |            |  |  |       |       |
|  |                            |                  |  |  |                  |                  |  |  |            |            |  |  |       |       |
|  | Depant Gieẞen 46ers II     |                  |  |  |                  |                  |  |  |            |            |  |  |       |       |
|  |                            |                  |  |  |                  |                  |  |  |            |            |  |  |       |       |
|  | Lok Bernau                 |                  |  |  |                  |                  |  |  |            |            |  |  |       |       |
|  |                            |                  |  |  |                  |                  |  |  |            |            |  |  |       |       |
|  |                            |                  |  |  |                  |                  |  |  |            |            |  |  |       |       |
|  |                            |                  |  |  |                  |                  |  |  |            |            |  |  |       |       |
|  | TG s.Oliver Würzburg       |                  |  |  |                  |                  |  |  |            |            |  |  |       |       |
|  |                            |                  |  |  |                  |                  |  |  |            |            |  |  |       |       |
|  | VfL SparkassenStars Bochum |                  |  |  |                  |                  |  |  |            |            |  |  |       |       |
|  |                            |                  |  |  |                  |                  |  |  |            |            |  |  |       |       |
|  |                            |                  |  |  |                  |                  |  |  |            |            |  |  |       |       |
|  |                            |                  |  |  |                  |                  |  |  |            |            |  |  |       |       |
|  | EN Baskets Schwelm         |                  |  |  |                  |                  |  |  |            |            |  |  |       |       |
|  |                            |                  |  |  |                  |                  |  |  |            |            |  |  |       |       |
|  | BBC Coburg                 |                  |  |  |                  |                  |  |  |            |            |  |  |       |       |
|  |                            |                  |  |  |                  |                  |  |  |            |            |  |  |       |       |
|  |                            |                  |  |  |                  |                  |  |  |            |            |  |  |       |       |
|  |                            |                  |  |  |                  |                  |  |  |            |            |  |  |       |       |
|  | Scanplus Baskets           |                  |  |  |                  |                  |  |  |            |            |  |  |       |       |
|  |                            |                  |  |  |                  |                  |  |  |            |            |  |  |       |       |
|  | SC Rist Wedel              |                  |  |  |                  |                  |  |  |            |            |  |  |       |       |
|  |                            |                  |  |  |                  |                  |  |  |            |            |  |  |       |       |
|  |                            |                  |  |  |                  |                  |  |  |            |            |  |  |       |       |
|  |                            |                  |  |  |                  |                  |  |  |            |            |  |  |       |       |
|  | BSW Sixers                 |                  |  |  |                  |                  |  |  |            |            |  |  |       |       |
|  |                            |                  |  |  |                  |                  |  |  |            |            |  |  |       |       |
|  | Ebbecke White Wings Hanau  |                  |  |  |                  |                  |  |  |            |            |  |  |       |       |
|  |                            |                  |  |  |                  |                  |  |  |            |            |  |  |       |       |
|  |                            |                  |  |  |                  |                  |  |  |            |            |  |  |       |       |
|  |                            |                  |  |  |                  |                  |  |  |            |            |  |  |       |       |
|  | WWU Baskets                |                  |  |  |                  |                  |  |  |            |            |  |  |       |       |
|  |                            |                  |  |  |                  |                  |  |  |            |            |  |  |       |       |
|  | BIS Baskets Speyer         |                  |  |  |                  |                  |  |  |            |            |  |  |       |       |
|  |                            |                  |  |  |                  |                  |  |  |            |            |  |  |       |       |
|  |                            |                  |  |  |                  |                  |  |  |            |            |  |  |       |       |
|  |                            |                  |  |  |                  |                  |  |  |            |            |  |  |       |       |
|  | Baunach Young Pikes        |                  |  |  |                  |                  |  |  |            |            |  |  |       |       |
|  |                            |                  |  |  |                  |                  |  |  |            |            |  |  |       |       |
|  | Dresden Titans             |                  |  |  |                  |                  |  |  |            |            |  |  |       |       |

#### Oitavas de final
| Time 1                 | Série | Time 2                         | 1º Jogo | 2º Jogo | 3º Jogo |
| ---------------------- | ----- | ------------------------------ | ------- | ------- | ------- |
| Itzehoe Eagles         | -     | FC Bayern München II           |         |         |         |
| Depant Gieẞen 46ers II | -     | Lok Bernau                     |         |         |         |
| TG s.Oliver Würzburg   | -     | VfL SparkassenStars Bochum     |         |         |         |
| EN Baskets Schwelm     | -     | BBC Coburg                     |         |         |         |
| Scanplus Baskets       | -     | SC Rist Wedel                  |         |         |         |
| BSW Sixers             | -     | Ebbecke White Wings Hanau      |         |         |         |
| WWU Baskets Münster    | -     | MORGENSTERN BIS Baskets Speyer |         |         |         |
| Baunach Young Pikes    | -     | Dresden Titans                 |         |         |         |

#### Quartas de final
| Time 1 | Série | Time 2 | 1º Jogo | 2º Jogo | 3º Jogo |
| ------ | ----- | ------ | ------- | ------- | ------- |
|        | -     |        |         |         |         |
|        | -     |        |         |         |         |
|        | -     |        |         |         |         |
|        | -     |        |         |         |         |

#### Semifinal
| Time 1 | Série | Time 2 | 1º Jogo | 2º Jogo | 3º Jogo |
| ------ | ----- | ------ | ------- | ------- | ------- |
|        | -     |        |         |         |         |
|        | -     |        |         |         |         |

#### Final
| Time 1 | Agregado | Time 2 | 1º Jogo | 2º Jogo |
| ------ | -------- | ------ | ------- | ------- |
|        | -        |        |         |         |

## Playoffs de rebaixamento

### Norte
| Pos. | Clube                     | J | V | D | Pts. | PF | PC | Dif. | Classificação                 |
| ---- | ------------------------- | - | - | - | ---- | -- | -- | ---- | ----------------------------- |
| 1    | Baskets Juniors Oldenburg |   |   |   |      |    |    |      | Permanência                   |
| 2    | Iserlohn Kangaroos        |   |   |   |      |    |    |      | Permanência                   |
| 3    | ART Giants Düsseldorf     |   |   |   |      |    |    |      | Rebaixado para a Regionalliga |
| 4    | TKS 49ers                 |   |   |   |      |    |    |      | Rebaixado para a Regionalliga |

### Sul
| Pos. | Clube                    | J | V | D | Pts. | PF | PC | Dif. | Classificação                 |
| ---- | ------------------------ | - | - | - | ---- | -- | -- | ---- | ----------------------------- |
| 1    | Fraport Skyliners Junior |   |   |   |      |    |    |      | Permanência                   |
| 2    | Orange Academy           |   |   |   |      |    |    |      | Permanência                   |
| 3    | TSV Oberhaching          |   |   |   |      |    |    |      | Rebaixado para a Regionalliga |
| 4    | Basketball Löwen         |   |   |   |      |    |    |      | Rebaixado para a Regionalliga |

## Promoção e rebaixamento

### Promovidos para aPro A
- Finalistas da competição:

## Artigos relacionados
- Bundesliga
- 2.Bundesliga ProA
- Regionalliga
- Seleção Alemã de Basquetebol